# Partia Europejskich Socjalistów
Partia Europejskich Socjalistów
(fr. Parti Socialiste Européen, PSE, ang. Party of European Socialists, PES, niem. Sozialdemokratische Partei Europas, SPE; patrz inne oficjalne nazwy) – europejska partia polityczna, w skład której wchodzą partie socjaldemokratyczne krajów Unii Europejskiej. PES powstała w listopadzie 1992 w wyniku przekształcenia Konfederacji Partii Socjalistycznych (utworzonej w 1974).

## Parlament Europejski
Tworzy frakcję w Parlamencie Europejskim, od 2009 nosząca nazwę Postępowy Sojusz Socjalistów i Demokratów. W Parlamencie Europejskim z ramienia Partii Europejskich Socjalistów zasiada 154 europdeputowanych, co czyni ją drugą pod względem wielkości frakcją polityczną (po Europejskiej Partii Ludowej).
Aktualnym przewodniczącym PES jest od 2022 były premier Szwecji Stefan Löfven.
PES jest organizacją stowarzyszoną z Międzynarodówką Socjalistyczną.

## Nazwa

Kolorem czerwonym zaznaczone są kraje w których w koalicji rządowej uczestniczą członkowie PES

Polskim tłumaczeniem nazwy ugrupowania jest Partia Europejskich Socjalistów, nazwa w pozostałych językach:
- Partia Socialiste Europiane – albański
- Партия на европейските социалисти (Partija na ewropejskite socialisti) – bułgarski
- Partit dels Socialistes Europeus – kataloński
- Strana evropských socialistů – czeski
- Plaid y Sosialwyr Ewropeaidd – walijski
- De Europæiske Socialdemokrater – duński
- Sozialdemokratische Partei Europas – niemiecki
- Páirtí Sóisialach na hEorpa – irlandzki
- Euroopa Sotsialistlik Partei – estoński
- Ευρωπαϊκό Σοσιαλιστικό Κόμμα (Ewropaïkó Sosialistikó Kómma) – grecki
- Partido Socialista Europeo – hiszpański
- Partio de Eŭropaj Socialdemokratoj – esperanto
- Europako Alderdi Sozialista – baskijski
- Parti socialiste européen – francuski
- Euroopan sosialidemokraattinen puolue – fiński
- Stranka europskih socijalista – chorwacki
- Flokkur evrópskra sósíalista – islandzki
- Partito del Socialismo Europeo – włoski
- Партија на европскиот социјализам (Partija na ewropskiot socijalizam) – macedoński
- Partit tas-Soċjalisti Ewropej – maltański
- Europos socialistų partija – litewski
- Európai Szocialisták Pártja – węgierski
- Partij van de Europese Sociaaldemocraten – niderlandzki
- Sociāldemokrātu grupa Eiropas Parlamentā – łotewski
- Det europeiske sosialdemokratiske partiet – norweski
- Partido Socialista Europeu – portugalski
- Partidul Socialiștilor Europeni – rumuński
- Партия европейских социалистов (Partija jewropejskich socjalistow) – rosyjski
- Strany európskych socialistov – słowacki
- Stranka evropskih socialistov – słoweński
- Партија европског социјализма (Partija evropskog socijalizma) – serbski
- Europeiska socialdemokratiska partiet – szwedzki
- Avrupa Sosyalistler Partisi – turecki

## W Europarlamencie

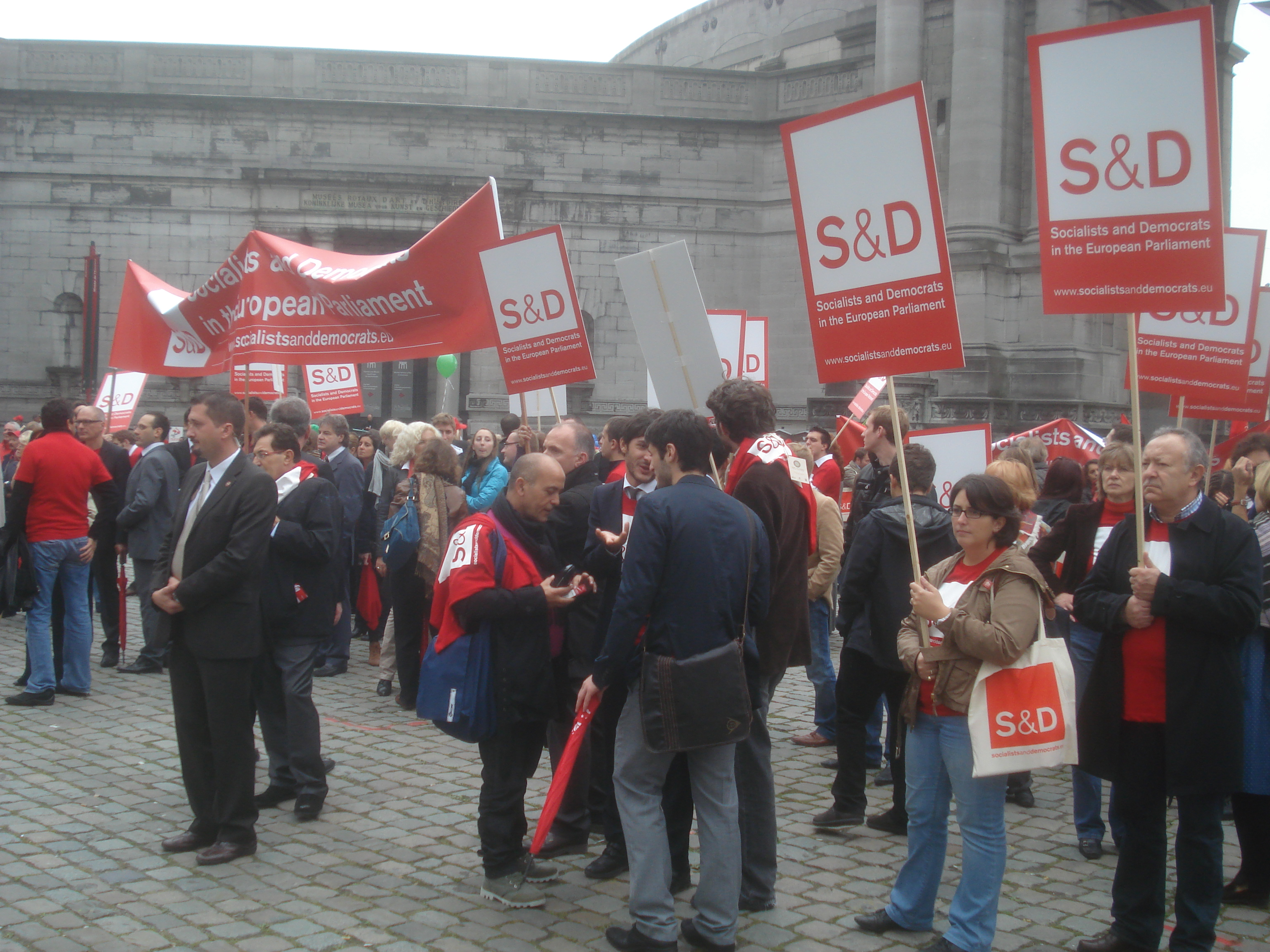
Członkowie PES podczas protestu w Brukseli w 2010. Na translaretnach widoczne logo Postępowego Sojuszu Socjalistów i Demokratów w Parlamencie Europejskim

Reprezentacją Partii Europejskich Socjalistów w Europarlamencie jest Postępowy Sojusz Socjalistów i Demokratów. Frakcja zastąpiła dotychczasową grupę Partii Europejskich Socjalistów. Zmiana nazwy wiązała się ze wstępem nowo powstałej włoskiej Partii Demokratycznej.
Obecnym Prezydentem grupy jest Austriak, przedstawiciel Socjaldemokratycznej Partii Austrii, Hannes Swoboda. Zastąpił on na tym stanowisku Martina Schulza, który objął stanowisko Przewodniczącego Parlamentu Europejskiego.
Liczba deputowanych:
- 183 (23 czerwca 2009)
- 186 (18 listopada 2010)
- 183 (28 marca 2011)

## Przewodniczący

### Konfederacja Partii Socjalistycznych Wspólnoty Europejskiej
| Przewodniczący           | Państwo          | Partia                             | Okres sprawowania funkcji     |
| ------------------------ | ---------------- | ---------------------------------- | ----------------------------- |
| Wilhelm Dröscher         | Niemcy Zachodnie | Socjaldemokratyczna Partia Niemiec | kwiecień 1974 – listopad 1977 |
| Robert Pontillon         | Francja          | Partia Socjalistyczna              | styczeń 1978 – marzec 1980    |
| Joop den Uyl (1980–1987) | Holandia         | Partia Pracy                       | marzec 1980 – maj 1987        |
| Vítor Constâncio         | Portugalia       | Partia Socjalistyczna              | maj 1987 – styczeń 1989       |
| Guy Spitaels (1989–1992) | Belgia (Walonia) | Partia Socjalistyczna              | luty 1989 – maj 1992          |

### Partia Europejskich Socjalistów
| Przewodniczący                   | Państwo           | Partia                                         | Okres sprawowania funkcji                |
| -------------------------------- | ----------------- | ---------------------------------------------- | ---------------------------------------- |
| Willy Claes                      | Belgia (Flandria) | Partia Socjalistyczna                          | listopad 1992 – październik 1994         |
| Rudolf Scharping                 | Niemcy            | Socjaldemokratyczna Partia Niemiec             | marzec 1995 – maj 2001                   |
| Robin Cook                       | Wielka Brytania   | Partia Pracy                                   | maj 2001 – kwiecień 2004                 |
| Poul Nyrup Rasmussen (2004–2011) | Dania             | Socjaldemokracja                               | 24 kwietnia 2004 – 24 listopada 2011     |
| Sergej Staniszew                 | Bułgaria          | Bułgarska Partia Socjalistyczna                | 24 listopada 2011 – 14 października 2022 |
| Stefan Löfven                    | Szwecja           | Szwedzka Socjaldemokratyczna Partia Robotnicza | od 14 października 2022                  |

## Partie

### Partie członkowskie PES
Partiami członkowskimi są socjalistyczne i socjaldemokratyczne partie krajów członkowskich Unii Europejskiej i Norwegii:
| Państwo                              | Partia | LD  |
| ------------------------------------ | --- | --- |
| Austria                              | Sozialdemokratische Partei Österreichs (Socjaldemokratyczna Partia Austrii)                                                       | 7   |
| Belgia (Flandria) · Belgia (Walonia) | Socialistische Partij Anders (Partia Socjalistyczna) Parti Socialiste (Partia Socjalistyczna)                                     | 3 4 |
| Bułgaria                             | Българска социалистическа партия (Bułgarska Partia Socjalistyczna)                                                                | 6   |
| Cypr                                 | Κινήμα Σοσιαλδημοκρατών ΕΔΕΚ (Ruch na rzecz Socjaldemokracji – EDEK)                                                              |     |
| Czechy                               | Česká Strana Sociálně Demokratická (Czeska Partia Socjaldemokratyczna)                                                            | 2   |
| Dania                                | Socialdemokraterne (Socjaldemokracja)                                                                                             | 5   |
| Estonia                              | Sotsiaaldemokraatlik Erakond (Estońska Partia Socjaldemokratyczna)                                                                | 3   |
| Finlandia                            | Suomen Sosialidemokraattinen Puolue (Socjaldemokratyczna Partia Finlandii)                                                        | 3   |
| Francja                              | Parti Socialiste (Partia Socjalistyczna)                                                                                          | 31  |
| Grecja                               | Πανελλήνιο Σοσιαλιστικό Κίνημα (Panhelleński Ruch Socjalistyczny)                                                                 | 8   |
| Hiszpania                            | Partido Socialista Obrero Español (Hiszpańska Socjalistyczna Partia Robotnicza)                                                   | 24  |
| Holandia                             | Partij van de Arbeid (Partia Pracy)                                                                                               | 7   |
| Irlandia                             | Irish Labour Party (Irlandzka Partia Pracy)                                                                                       | 1   |
| Litwa                                | Lietuvos Socialdemokratų Partija (Litewska Partia Socjaldemokratyczna)                                                            | 2   |
| Luksemburg                           | Lëtzebuerger Sozialistesch Arbechterpartei (Luksemburska Socjalistyczna Partia Robotnicza)                                        | 1   |
| Malta                                | Partit Laburista (Partia Pracy)                                                                                                   | 3   |
| Niemcy                               | Sozialdemokratische Partei Deutschlands (Socjaldemokratyczna Partia Niemiec)                                                      | 23  |
| Norwegia                             | Arbeiderpartiet (Partia Pracy) |     |
| Polska                               | Nowa Lewica Unia Pracy | 6   |
| Portugalia                           | Partido Socialista (Partia Socjalistyczna)                                                                                        | 12  |
| Rumunia                              | Partidul Social Democrat (Partia Socjaldemokratyczna)                                                                             | 12  |
| Słowacja                             | SMER – Sociálna Demokracia (Kierunek – Socjalna Demokracja)                                                                       | 3   |
| Słowenia                             | Socialni Demokrati (Socjaldemokraci)                                                                                              | 1   |
| Szwecja                              | Sveriges Socialdemokratiska Arbetareparti (Szwedzka Socjaldemokratyczna Partia Robotnicza)                                        | 5   |
| Węgry                                | Magyar Szocialista Párt (Węgierska Partia Socjalistyczna) Magyarországi Szociáldemokrata Párt (Socjaldemokratyczna Partia Węgier) | 9   |
| Wielka Brytania                      | Labour Party (Partia Pracy) | 19  |
| Wielka Brytania ( Irlandia Północna) | Páirtí Sóisialta Daonlathach an Lucht Oibre (Socjaldemokratyczna Partia Pracy)                                                    |     |
| Włochy                               | Partito Democratico (Partia Demokratyczna) Partito Socialista Italiano (Włoska Partia Socjalistyczna)                             | 13  |

Słowacka partia Kierunek – Socjalna Demokracja (sł. SMER – sociálna demokracia) została zawieszona w prawach członka PES w październiku 2006.
Do klubu PES w Parlamencie Europejskim należeli także trzej posłowie Socjaldemokracji Polskiej oraz jeden niezależny eurodeputowany z włoskiego Drzewa Oliwnego. Partie te nie są jednakże partiami członkowskimi Partii Europejskich Socjalistów.

### Partie stowarzyszone z PES
Partiami stowarzyszonymi z PES są socjalistyczne i socjaldemokratyczne partie z niektórych krajów członkowskich oraz pozostałych państw europejskich:
| Państwo              | Partia |
| -------------------- | --- |
| Albania              | Partia Socialiste e Shqipërisë (Socjalistyczna Partia Albanii) |
| Bośnia i Hercegowina | Socijaldemokratska Partija Bosne i Hercegovine (Socjaldemokratyczna Partia Bośni i Hercegowiny)                                                                      |
| Bułgaria             | Партия Български Социалдемократи (Bułgarska Partia Socjaldemokratyczna)                                                                                              |
| Czarnogóra           | Демократска Партија социјалиста Црне Горе (Demokratyczna Partia Socjalistów Czarnogóry) Социјалдемократска Партија Црне Горе (Socjaldemokratyczna Partia Czarnogóry) |
| Chorwacja            | Socijal Demokratska Partija Hrvatske (Socjaldemokratyczna Partia Chorwacji)                                                                                          |
| Islandia             | Samfylkingin (Sojusz) |
| Kosowo               | Vetëvendosje (Samookreślenie) |
| Macedonia Północna   | Социјалдемократски Сојуз на Македонија (Socjaldemokratyczny Związek Macedonii)                                                                                       |
| Mołdawia             | Partidul Democrat din Moldova (Demokratyczna Partia Mołdawii) |
| Serbia               | Демократска Странка (Partia Demokratyczna) |
| Szwajcaria           | Parti Socialiste Suisse/Sozialdemokratische Partei der Schweiz/Partito Socialista Svizzero (Socjaldemokratyczna Partia Szwajcarii)                                   |
| Turcja               | Cumhuriyet Halk Partisi (Republikańska Partia Ludowa) Halkların Demokratik Partisi (Ludowa Partia Demokratyczna)                                                     |

### Partie o statusie obserwatora
Partie-obserwatorzy to lewicowe partie z pozostałych krajów europejskich, a także z Azji i Afryki:
| Państwo       | Partia |
| ------------- | --- |
| Andora        | Partit Socialdemòcrata (Partia Socjaldemokratyczna) |
| Armenia       | Հայ Յեղափոխական Դաշնակցութիւն (Armeńska Federacja Rewolucyjna) |
| Cypr Północny | Cumhuriyetçi Türk Partisi (Turecka Partia Republikańska) |
| Egipt         | الحزب المصرى الديمقراطى الاجتماعى (Egipska Partia Socjal-Demokratyczna)                                                                                                   |
| Gruzja        | ქართული ოცნება – დემოკრატიული საქართველო (Gruzińskie Marzenie – Demokratyczna Gruzja)                                                                                     |
| Izrael        | העבודה (Partia Pracy) מרצ (Energia) |
| Łotwa         | Latvijas Sociāldemokrātiskā Strādnieku Partija (Łotewska Socjaldemokratyczna Partia Robotnicza) Sociāldemokrātiskā Partija „Saskaņa” (Socjaldemokratyczna Partia „Zgoda”) |
| Maroko        | الاتحاد الاشتراكي للقوات الشعبية (Socjalistyczna Unia Sił Ludowych) |
| Palestyna     | حركة التحرير الوطني الفلسطيني (Palestyński Ruch Wyzwolenia Narodowego) |
| San Marino    | Partito dei Socialisti e dei Democratici (Partia Socjalistów i Demokratów)                                                                                                |
| Tunezja       | التكتل الديمقراطي من أجل العمل والحريات (Demokratyczne Forum na rzecz Pracy i Wolności)                                                                                   |